# Raión de Jarabalí
El raión de Jarabalí (ruso: Харабали́нский райо́н) es un distrito administrativo y municipal (raión) ruso perteneciente a la óblast de Astracán. Se ubica en el centro de la óblast. Su capital es Jarabalí.
En 2021, el raión tenía una población de 39 050 habitantes. La mitad de los habitantes son étnicamente rusos y algo menos de la otra mitad son étnicamente kazajos.
El raión, que se extiende desde la orilla oriental del Volga, es fronterizo con Kazajistán al norte y tiene un pequeño tramo limítrofe con Kalmukia al noroeste.

## Subdivisiones
Comprende un total de 20 localidades, distribuidas municipalmente entre la ciudad de Jarabalí (la capital) y los siguientes nueve asentamientos rurales:
- Vólnoye
- Zavólzhskoye
- Kochkovatka
- Mijáilovka
- Rechnoye
- Sasykoli
- Selítrennoye
- Tambovka
- Josheútovo